# Іст-Нассау (Нью-Йорк)
Іст-Нассау (англ. East Nassau) — селище (англ. village) в США, в окрузі Ренсселер штату Нью-Йорк. Населення — 559 осіб (2020).

## Географія
Іст-Нассау розташований за координатами 42°32′20″ пн. ш. 73°30′18″ зх. д. / 42.53889° пн. ш. 73.50500° зх. д. (42.538976, -73.504976).  За даними Бюро перепису населення США в 2010 році селище мало площу 12,62 км², з яких 12,59 км² — суходіл та 0,02 км² — водойми.

## Демографія
Згідно з переписом 2010 року, у селищі мешкало 587 осіб у 227 домогосподарствах у складі 153 родин. Густота населення становила 47 осіб/км².  Було 266 помешкань (21/км²).
Расовий склад населення:
| - 94,7 % — білих - 1,7 % — чорних або афроамериканців - 1,4 % — азіатів - 0,3 % — корінних американців |

До двох чи більше рас належало 1,2 %. Частка іспаномовних становила 2,4 % від усіх жителів.
За віковим діапазоном населення розподілялося таким чином: 25,2 % — особи молодші 18 років, 61,7 % — особи у віці 18—64 років, 13,1 % — особи у віці 65 років та старші. Медіана віку мешканця становила 41,7 року. На 100 осіб жіночої статі у селищі припадало 105,2 чоловіків;  на 100 жінок у віці від 18 років та старших — 102,3 чоловіків також старших 18 років.
Середній дохід на одне домашнє господарство  становив 71 308 доларів США (медіана — 68 438), а середній дохід на одну сім'ю — 82 515 доларів (медіана — 75 536). За межею бідності перебувало 4,4 % осіб, у тому числі 3,6 % дітей у віці до 18 років та 2,1 % осіб у віці 65 років та старших.
Цивільне працевлаштоване населення становило 303 особи. Основні галузі зайнятості: освіта, охорона здоров'я та соціальна допомога — 18,5 %, роздрібна торгівля — 13,9 %, публічна адміністрація — 10,9 %, будівництво — 10,9 %.